# Batalla del Alte Veste
La batalla de Alte Veste,también llamada batalla de Fürth, de Zirndorf o de Núremberg, fue una batalla de notable importancia en la guerra de los Treinta Años escenario de un enfrentamiento directo entre las tropas suecas, comandadas por el rey Gustavo Adolfo y las tropas imperiales dirigidas por el mariscal Albrecht von Wallenstein.

## Antecedentes
El 31 de marzo de 1632 llegan las tropas de Gustavo Adolfo a la ciudad de Núremberg. Desde allí avanza en dirección sur hacia el río Lech donde se enfrentan con las tropas de la liga católica en la batalla de Rain a mediados de abril del mismo año. Durante el enfrentamiento el general Tilly es herido en el muslo con una bala de falconete, lo que provoca su muerte dos semanas después en la ciudad de Ingolstadt.
Con Tilly fallecido, al emperador Fernando II no le queda más remedio que recurrir de nuevo a Wallenstein para defender Baviera del empuje sueco. El Ducado de Friedland, que en ese momento se encontraba en Praga consigue armar rápidamente un ejército uniendo sus tropas a los remanentes del ejército del Electorado de Baviera, que se encontraban acampadas en Neustadt an der Waldnaab. Tras varias semanas de marcha, las tropas católicas se instalan en un gran campamento en los actuales distritos de Zirndorf, Oberasbach y Stein, para cuya construcción se talaron cerca de 13 000 árboles.
Ante la nueva amenaza Gustavo Adolfo decide regresar con parte de sus tropas (unos 18 000 soldados) a Franconia y reorganizar las defensas de la ciudad imperial de Núremberg. Entretanto el canciller Axel Oxenstierna comanda desde Suecia 24 000 soldados de refuerzo que se juntarán con las tropas del rey el 24 de agosto.